# Villa Oldenburger Straße 49
Die Villa Oldenburger Straße 49, auch Villa Thyarks, in Delmenhorst beherbergt heute das Familienzentrum Villa der Stadt und stammt von 1882.
Das Gebäude ist ein Baudenkmal in Delmenhorst.

## Geschichte
Das zweigeschossige historisierende verputzte Gebäude mit Sattel- und Walmdach wurde im Schweizerstil mit Brettschnitzereien 1882 als Villa für Hinrich Emanuel Thyarks (Tjarks) auf einem weitläufigen Grundstück gebaut. Markant ist der Giebel und der rückseitige vorgelagerte Portikus.
1897 erwarb sie der Bremer Kaufmann Rudolf Gratenau und 1907 Johann Menke. Er baute sie 1909 nach Plänen des Architekten Thölken im klassizistischen Stil um, der Giebelschmuck verschwand, ein rückwärtiger, säulengestützter Portikus/Balkon entstand und der Wintergarten wurde beheizt. 1918 erwarb Carsten Wilhelm Aweyden das Haus, der 1921 einen Stall anbaute. 1923 kaufte Hinrich Schmidt das Haus. 1935 übernahm es das Deutsche Reich und nutzte es als Offizierskasino der Wehrmacht und im Zweiten Weltkrieg als Lazarett mit etwa 60 Betten im großen Saal.
Danach übernahm bis 1963 ein Hilfswerk der evangelischen Kirche das Haus für ein Kinderheim.
1964 kaufte die Stadt die Villa, sanierte sie und nutzte sie ab 1966 als Jugendfreizeitheim. Daraus wurde um 2000 das Jugendhaus Villa und ein Kulturzentrum und 2011 schließlich das Familienzentrum. Es ist die Anlaufstelle für Familien, Alleinerziehende, Frauen, Kinder, Jugendliche und Senioren. Das Zentrum bietet Bildungs-, Beratungs- und Förderangebote sowie Möglichkeiten für Begegnungen. Unterstützer sind dabei verschiedene Kooperationspartner, u. a. Schulen, Vereine, Verbände und Initiativen sowie die evangelische Familienbildungsstätte. Hier können Räume wie Veranstaltungssaal, Tonstudio, Bandraum, Besprechungszimmer und ein Café-Bereich für Theaterveranstaltungen, Konzerte, Seminare, Gespräche und Feste in Anspruch genommen werden.